# Cybersix (série télévisée d'animation)
Pour la bande dessinée, voir Cybersix.
Cybersix (サイバーシックス) est une série télévisée d'animation canado-japonaise en treize épisodes de 22 minutes basée sur la bande dessinée éponyme de Carlos Trillo et Carlos Meglia. La série est produite par le studio Network of Animation (NOA) basé à Vancouver et réalisée par TMS Entertainment au Japon, et diffusée du 6 septembre au 23 octobre 1999 sur Teletoon et Télétoon.
Les nombreux thèmes sombres de la bande dessinée (sexe, drogue…) ont dû être atténués pour rendre la série plus appropriée à tous les publics.
La série a aussi été diffusée sur Fox Kids aux États-Unis, Kids Station au Japon, Telefe en Argentine, et en France, la série est diffusée du 15 décembre 1999 au 15 mars 2000 sur la chaîne Canal+.

## Synopsis
Un soir, Lucas Amato, professeur de biologie, est témoin d'évènements étranges quand il aperçoit une mystérieuse femme toute vêtue de noir attaquer un homme.
Le lendemain, un nouveau professeur de littérature se présente dans son établissement : Adrien Seidelman. Adrien est en réalité une femme, Cybersix, une créature artificielle issue des laboratoires du Docteur Von Reichter. Elle a besoin d'un mystérieux liquide pour survivre, liquide qu'elle vole aux autres créatures du Docteur : les Clones-X. Furieux de la fuite de sa créature, le Docteur a ordonné à José, son « fils » de la capturer à tout prix…

## Distribution

### Doublage français
- Dominique Vallée : Cybersix, Adrien Seidelman
- Guillaume Orsat : Lucas Amato
- Alexandre Aubry : José
- Gabriel Le Doze : Von Reichter
- Sophie Arthuys : Julien
- Maïk Darah : Grizelda
- Françoise Blanchard
- Olivier Jankovic

 Source et légende : version française (VF) sur RS Doublage

## Production

### Développement
La série est constituée de treize épisodes.
La musique de la série est composée par Robbi Finkel. Les chansons des génériques anglais ont été composées par Finkel avec des paroles de Robert Olivier et sont chantées par Coral Egan.
Le coût de production est de 360 000 $ par épisode. Bien qu'une deuxième saison était envisagée, la série fut annulée en raison d'un conflit entre les studios.

### Fiche technique
- Titre français et anglais international : Cybersix
- Réalisateur : Toshihiko Masuda
- Scénario : Kōji Takeuchi d'après Cybersix de Carlos Trillo et Carlos Meglia
- Production : Kōji Takeuchi, Hervé Bedard, Toshihiko Masuda
- Producteur exécutif : Shunzo Kato
- Story-boards : Toshihiko Masuda, Atsuko Tanaka, Nobuo Tomizawa, Kenji Hachizaki, Kazuhide Tomonaga, Hiroyuki Aoyama, Yukio Suzuki, Keiko Oyamada
- Direction technique : Keiichirō Furuya, Keiko Oyamada, Nobuo Tomizawa, Mayumi Masaji, Atsuko Tanaka, Hiroyuki Aoyama, Toshihiko Masuda
- Chara-Design : Teiichi Takiguchi
- Direction de l'animation : Teiichi Takiguchi, Shōjiro Nishimi, Hisao Yokobori, Takashi Kawaguchi, Hiroyuki Aoyama, Kenji Hachizaki, Kazuhide Tomonaga, Kôichi Suenaga, Yuichirō Yano
- Direction artistique : Makoto Shiraishi
- Direction de l'écriture : Barry Whittaker, Judy Valyi
- Chef coloriste : Tomoko Yamamoto
- Musiques : Robbi Finkel
- Studio d'animation : TMS Entertainment
- Société(s) de production : Network of Animation
- Société(s) de distribution : Déclic Images (France, DVD)
- Direction de doublage : Françoise Blanchard
- Pays d'origine :  Canada,  Japon
- Langue originale : anglais
- Format : couleur
- Nombre de saisons : 1
- Nombre d'épisodes : 13
- Dates de première diffusion :
  - Canada : 6 septembre 1999
  - Argentine : 6 septembre 1999
  - France : 15 décembre 1999
  - Japon : 16 octobre 2000

## Épisodes
| Épisode | Titre français             | Titre anglais international    | Date de diffusion originale |
| ------- | -------------------------- | ------------------------------ | --------------------------- |
| 1       | La créature mystérieuse    | Mysterious Shadow              | 6 septembre 1999            |
| 2       | Data 7 et Julien           | Data 7 & Julian                | 12 septembre 1999           |
| 3       | Terra                      | Terra                          | 18 septembre 1999           |
| 4       | Yashimoto, détective privé | Yashimoto, Private Eye         | 19 septembre 1999           |
| 5       | Lori a disparu             | Lori is Missing                | 25 septembre 1999           |
| 6       | Les pigeons bleus          | Blue Birds of Horror           | 26 septembre 1999           |
| 7       | Police - Contrôle          | Brainwashed                    | 2 octobre 1999              |
| 8       | Gare aux Gargouilles       | Gone with the Wings            | 3 octobre 1999              |
| 9       | Transformation lunaire     | The Eye                        | 10 octobre 1999             |
| 10      | Coup d’œil sur Méridiana   | Full Moon Fascination          | octobre 1999                |
| 11      | José nous fait son cirque  | The Greatest Show in Meridiana | 16 octobre 1999             |
| 12      | L'invisible créature       | Daylight Devil                 | 17 octobre 1999             |
| 13      | Confrontation finale       | The Final Confrontation        | 23 octobre 1999             |

## Univers de la série

### Les personnages
- Cybersix / Adrien Seidelman
- Lucas Amato
- Lori
- Data 7
- José

## Accueil

### Critiques
Lors de sa diffusion, Le Monde loua le soin apporté à la série mais regrettait « l'abus de scènes de combat ».
Aux États-Unis, certains critiques ont trouvé la série beaucoup trop adulte pour un programme destiné à la jeunesse. Ils se sont surtout inquiétés pour le « genre ambiguë du personnage principal et les violences faites à une femme ». Pour cette raison, la série a été censurée. Les passages jugés trop violents ou suggestifs ont été coupés et les deux derniers épisodes n'ont pas été diffusés sur Fox Kids.

### Distinctions
Le 6 mai 2000, Cybersix gagne les Leo Awards de la « Meilleure Production Animée » et du « Meilleur Son Global pour une Production Animée ». Le 28 avril 2001, la série gagne la « Mention spéciale pour le meilleur programme de science fiction » lors des Pulcinella Awards en Italie.

## Éditions en vidéo
L'intégralité de la série sort en coffret DVD en 2001 chez Déclic Images.